# Jan Verheijen
Jan Verheijen   (la Haia, 30 de novembre de 1896 - la Haia, 29 d'abril de 1973) fou un aixecador neerlandès que va competir durant la dècada de 1920. Era germà dels també aixecadors Minus Verheijen i Hendrik Verheijen.
El 1924 va prendre part en els Jocs Olímpics de París, on fou dotzè en la prova del pes semipesant, per a aixecadors amb un pes inferior a 82,5 kg, del programa d'halterofília. Quatre anys més tard, als Jocs d'Amsterdam, guanyà la medalla de bronze en la prova del pes semipesant del programa d'halterofília.